# Église Saint-Cyr-et-Sainte-Julitte de Ligneyrac
Pour les articles homonymes, voir Église Saint-Cyr-et-Sainte-Julitte.
L'église Saint-Cyr-et-Sainte-Julitte est une église catholique située à Ligneyrac en Corrèze, en France.
Elle fait l'objet d'une protection au titre des monuments historiques.

## Localisation
L'église Saint-Cyr-et-Sainte-Julitte est située dans le sud du département français de la Corrèze, au cœur du bourg de Ligneyrac.

## Historique
L'église a été édifiée au XIIe siècle et, au XVe siècle, quatre chapelles lui ont été adjointes. Au sud-est de l'abside, sur l'emplacement de l'ancien cimetière se situe un oratoire appelé « oradour ».
L'église est dédiée à saint Cyr et à sa mère, sainte Julitte, morts en martyrs aux débuts du IVe siècle.
L'oratoire et l'église (sauf sa nef) sont inscrits au titre des monuments historiques le 26 novembre 1928. Un arrêté d'inscription du 16 janvier 2024, qui concerne la totalité de l'église et son oratoire, se substitue au précédent.

## Architecture
L'église, bâtie en grès rouge, n'est pas orientée franchement est-ouest comme nombre d'églises chrétiennes, mais plutôt est-nord-est / ouest-sud-ouest. Son clocher carré se situe au-dessus du chœur.
À l'ouest, le portail, surmonté d'un vitrail hémicirculaire, est composé de deux battants de porte en chêne renforcés par des pentures d'origine. Il est bordé de trois pieds-droits et surmonté d'une archivolte à cinq voussures.
À l'intérieur, la nef est flanquée de quatre chapelles voûtées d'ogives. Le chœur est de forme carrée, avec une abside en cul-de-four.
L'« oradour », protégé par un auvent, est de plan carré. Les Douze Apôtres y sont représentés en peinture, trois par trois, tenant une banderole.

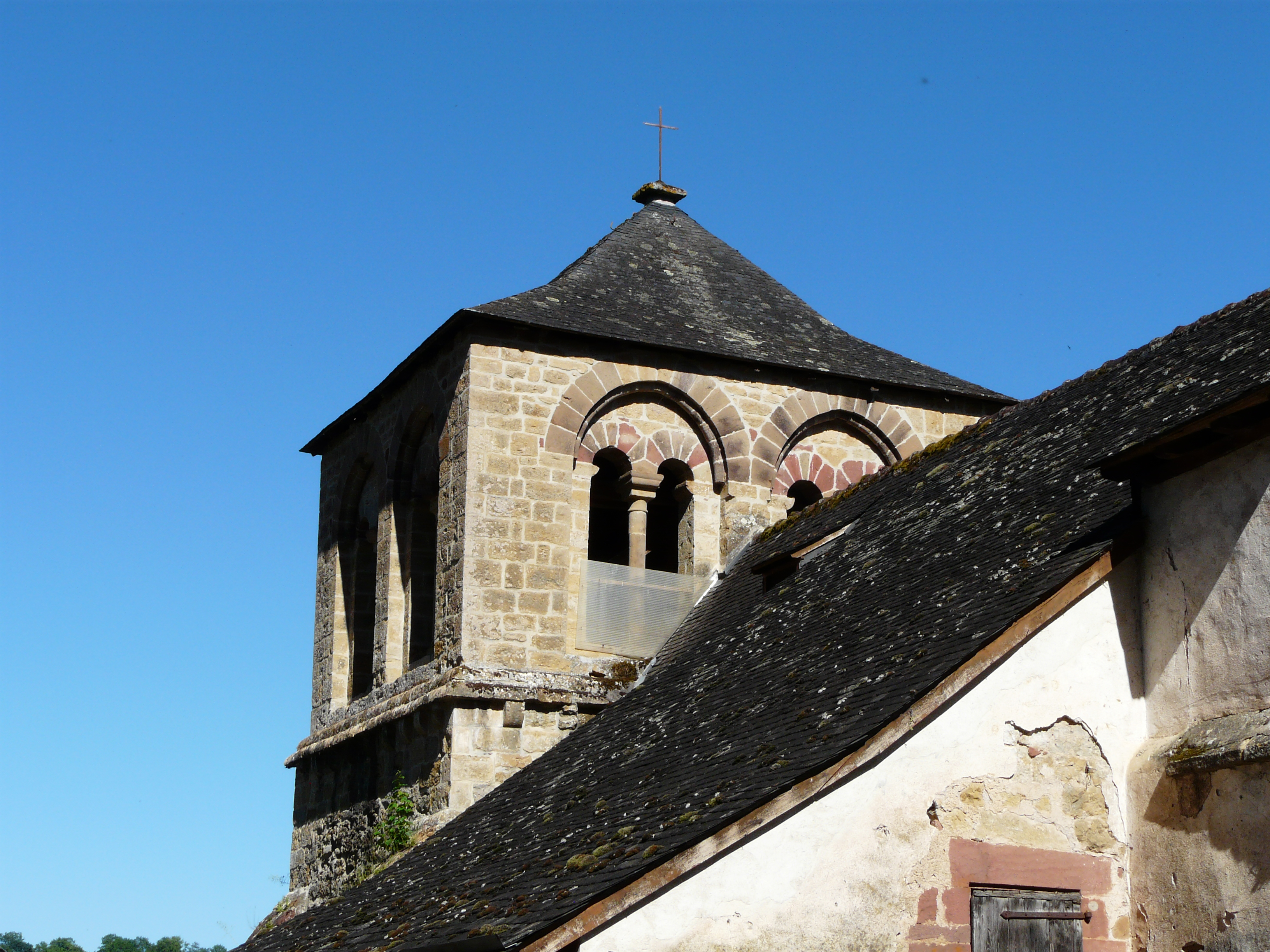
Le clocher carré.
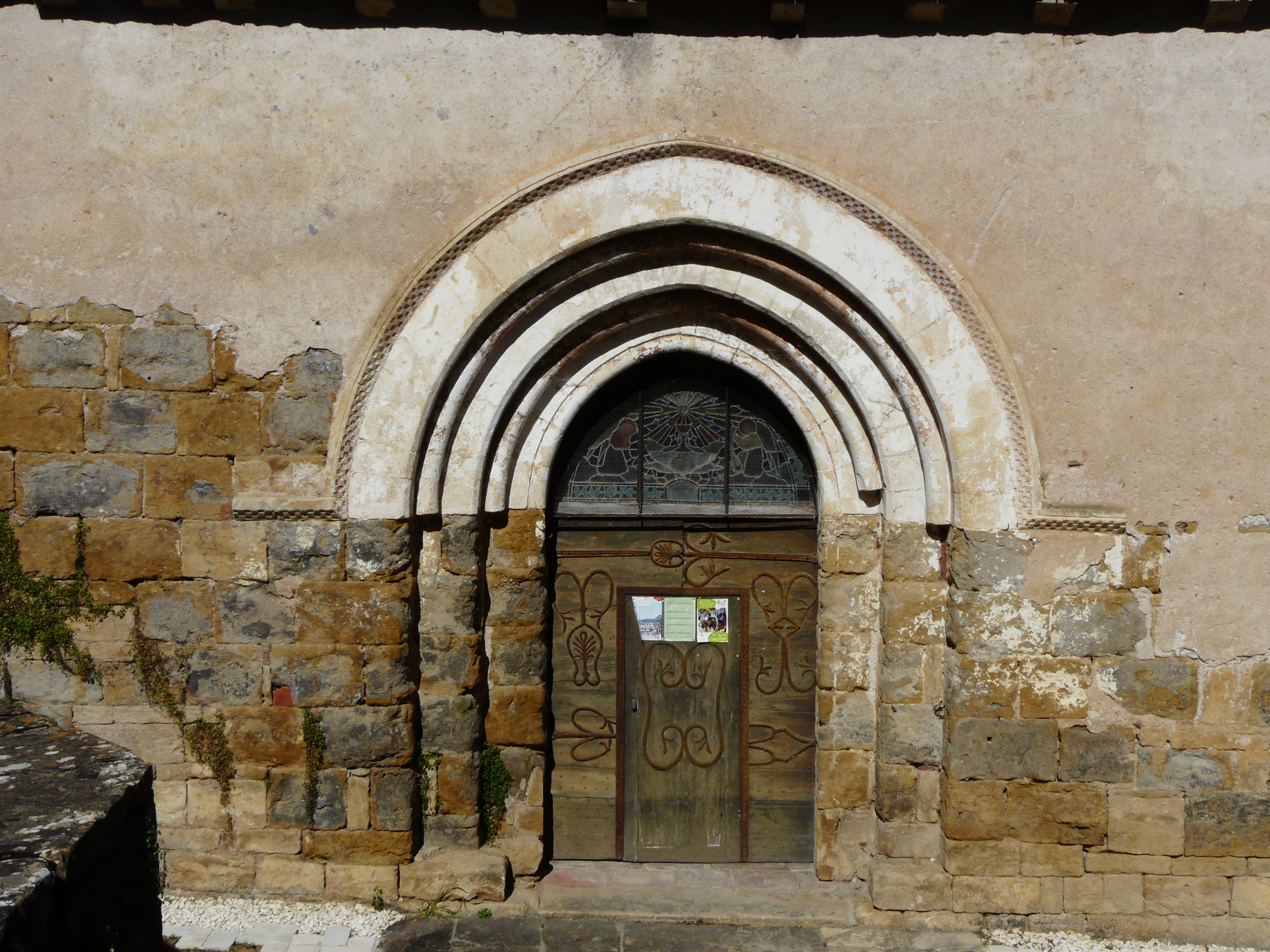
Le portail.
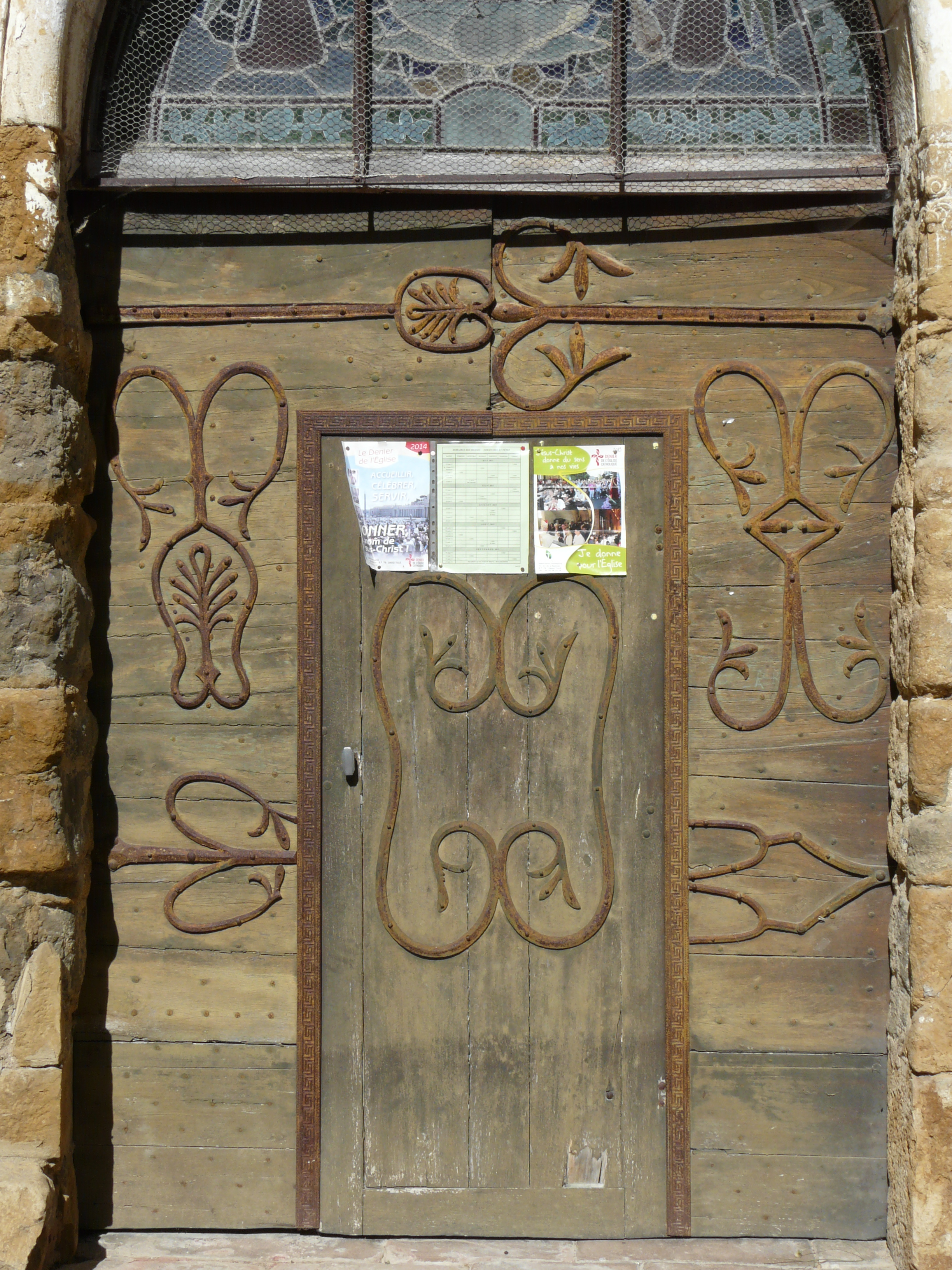
Les pentures du portail.

## Objets mobiliers
Trois objets de l'église sont inscrits au titre des monuments historiques :
- depuis 1999, deux bustes du XVIIIe siècle en bois sculpté polychrome représentant Dieu le Père[4] et saint Eutrope[5] ;
- depuis 2004 : un tabernacle du XVIIe siècle[6].